# 长嘴鱲
长嘴鱲（学名：Raiamas guttatus）为輻鰭魚綱鯉形目鲤科长嘴鱲屬的鱼类。分布于亞洲湄公河、湄南河、中國瀾滄江及南定河等流域，主要棲息在丘陵水流湍急的溪流，體長可達30公分。该物种的模式产地在缅甸。可做為食用魚。